# Allen Ludden

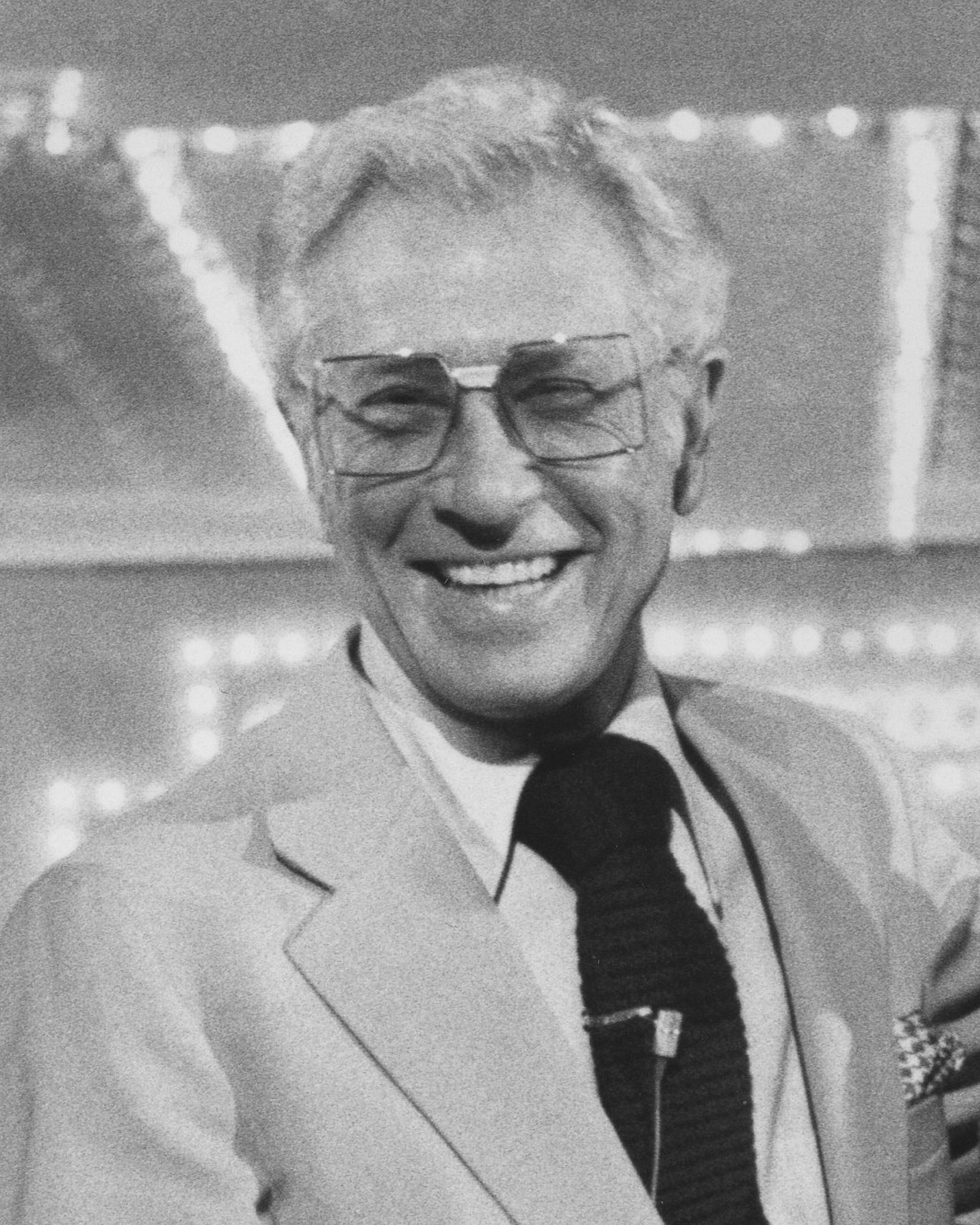
Allen Ludden

Allen Ludden (* 5. Oktober 1917 in Mineral Point, Wisconsin als Allen Ellsworth; † 9. Juni 1981 in Los Angeles, Kalifornien) war ein US-amerikanischer Moderator und Schauspieler.

## Leben
Allen Ludden studierte Englisch und Schauspielerei an der University of Texas und machte 1940 seinen Abschluss. Während der 1940er- und 1950er-Jahre arbeitete Ludden beim Radio und für verschiedene Jugendmagazine. Für seine Hörfunksendung Mind Your Manners erhielt er 1950 einen Peabody Award.
Im Oktober 1961 ging er mit der Quizshow Password im Fernsehen auf Sendung. Password wurde sehr erfolgreich und lief mit Unterbrechungen bis 1975. Das Konzept wurde von NBC in den 1980er-Jahren nochmals verwendet. Die letzte Neuauflage wurde 2007/2008 von CBS mit Moderator Regis Philbin produziert.
Für seine Verdienste rund um das Fernsehen wurde Allen Ludden mit einem Stern auf dem Hollywood Walk of Fame geehrt. Der Stern wurde bei der Adresse 6743 Hollywood Boulevard eingelassen, direkt neben dem seiner zweiten Ehefrau Betty White.

## Familie
1943 heiratete Allen Ludden Margaret McGloin, mit der er drei Kinder hatte. Die Ehe der beiden endete nach 18 Jahren mit dem Krebstod von Margaret im Oktober 1961.
Nachdem er bereits zwei Mal um ihre Hand angehalten hatte, heiratete Allen Ludden im Juni 1963 die Schauspielerin Betty White, die er während seiner Sendung Password kennengelernt hatte. Kurz vor ihrem 18. Hochzeitstag starb Allen Ludden im Juni 1981 an einem Magenkarzinom.